# ونیونویل (کارولینای شمالی)
ونیونویل (به انگلیسی: Unionville) شهری در ایالت کارولینای شمالی کشور ایالات متحده آمریکا است که جمعیت آن در سرشماری سال ۲۰۱۰ میلادی، ۵٬۹۲۹ نفر بوده‌است.